# Крымская правда
«Крымская правда» (укр. Кримська правда) — російськомовна газета, що виходить у Криму. 

## Історія
Під назвою «Таврическая правда» («Таврійська правда») газета вперше вийшла 6 лютого (24 січня за старим стилем) 1918 року в Севастополі, останній номер під цією назвою вийшов 29 квітня 1918 року. До редколегії входили Дмитро Ульянов, Юрій Гавен, Владислав Кобилянський. Редактором працював Басенко Володимир Опанасович.
З 17 листопада 1920 року газета виходила під назвою «Красный Крым» («Червоний Крим»), перший номер вийшов у Сімферополі. Головним редактором став Новицький Павло Іванович.
З 1921 року видається «Сторінка молоді» як додаток газети «Червоний Крим». У 1930-ті роки тираж газети досяг двадцяти тисяч екземплярів. З 1920-х до 1950-х років редакція газети розташовувалася в прибутковому будинку Фрідріха Попе (сучасна вулиця Карла Маркса, 6).
Під час німецько-радянської війни газета продовжувала видаватись. З 14 квітня 1942 року редакція перемістилася до Керчі. Після поразки радянських військ у Криму редакцію евакуювали на Північний Кавказ. У 1943 році головний редактор газети Євген Степанов, художник Еммануїл Грабовецький та співробітник друкарні Сева Лаганбашев були відряджені до партизанського загону, де налагодили випуск листівок. У квітні 1944 року газета повернулася до Криму разом із наступаючими радянськими військами.
З травня 1944 року і до свого арешту у Ленінградській справі в серпні 1949 року газету очолював Скрипченко Лев Михайлович.
З 18 січня 1952 року газета отримала назву «Кримська правда». З середини 1950-х до 1991 року виходила українською мовою. У 1963 році заступником головного редактора, а 1965 року — головним редактором газети став Бобашинський Володимир Олександрович, який очолював її 30 років до 1995 року, а потім ще 11 років працював заступником головного редактора. 1978 року щоденний тираж газети склав 260 тисяч екземплярів.
До 1991 року газета була друкованим органом губернського, обласного, а потім, республіканського комітету Комуністичної партії, після стала суспільно-політичною незалежною газетою. Газета займала проросійську позицію, виступаючи з критикою дій українського уряду 
У 2006—2010 роках головним редактором був Бахарєв Костянтин Михайлович. 1 березня 2007 року вийшов перший повнокольоровий номер. На 2015 рік газета видається 5 разів на тиждень тиражем понад 30 тисяч екземплярів.
Газета відома своїми антиукраїнськими настроями та роздмухування сепаратизму на Кримському півострові.
Після розвалу СРСР «Кримська правда» виходила з закликами від'єднання Криму від України, що мали на меті згодом приєднати його до складу Російської Федерації.
«Крымская правда» активно підтримувала Декларацію про державний суверенітет Криму від 4 вересня 1991 (скасована постановою Верховної Ради України від 17 листопада 1994 року як така, що не відповідає Декларації про державний суверенітет України та Конституції України), в якій зазначалося, що Крим вважається учасником союзного договору і зовсім не згадувалося про входження півострова до складу України.
Під час підготовки до проведення Всеукраїнського референдуму 1991 року, де мало вирішитися питання про підтримку народом Акту проголошення незалежності України, ця газета активно пропагувала тезу, що «Крим — це не Україна».
Заклики провокативного характеру, що суперечать Конституції України, з'являються на шпальтах «Кримської правди» і в наш час. Так 22 лютого 2013 року в цій газеті було надруковано текст під назвою «З хохлами каші не звариш», що розпалює міжнаціональну ворожнечу й підпадає під дію Кримінального кодексу.